# 洞泉駅
洞泉駅（どうせんえき）は、岩手県釜石市甲子町（かっしちょう）にある、東日本旅客鉄道（JR東日本）釜石線の駅である。

## 歴史
- 1944年（昭和19年）10月11日：運輸通信省洞泉信号場として開設[3]。
- 1945年（昭和20年）6月15日：洞泉駅に昇格[2][3]。
- 1984年（昭和59年）2月1日：荷物の扱いを廃止[3]。
- 1986年（昭和61年）11月1日：交換設備を廃止。無人化[4]。
- 1987年（昭和62年）4月1日：国鉄の分割民営化により、東日本旅客鉄道の駅となる[2][3]。
- 2024年（令和6年）10月1日：えきねっとQチケのサービスを開始[1][5]。

なお、1965年（昭和40年）まで釜石 - 大橋間において釜石線と並行していた釜石鉱山鉄道は、この付近で釜石線側が跨ぎ越す形で立体交差していた。

## 駅構造
単式ホーム1面1線を持つ地上駅で、釜石駅管理の無人駅である。ホーム上に待合室がある。
以前は島式ホーム1面2線を持つ列車交換が可能な駅であったが、片側の線路は撤去され、ホームに登るための階段が設置されている。

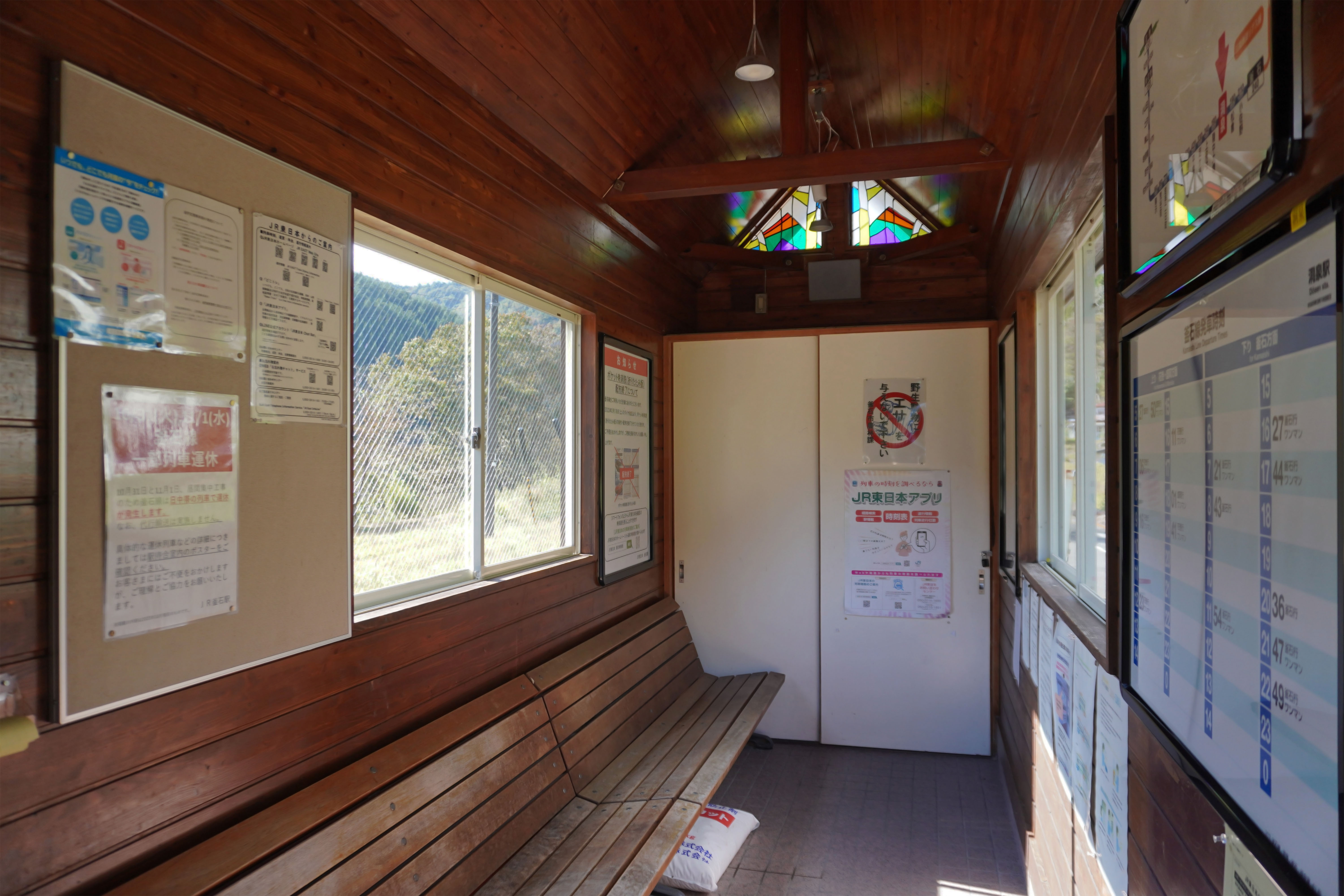
待合室（2023年10月）
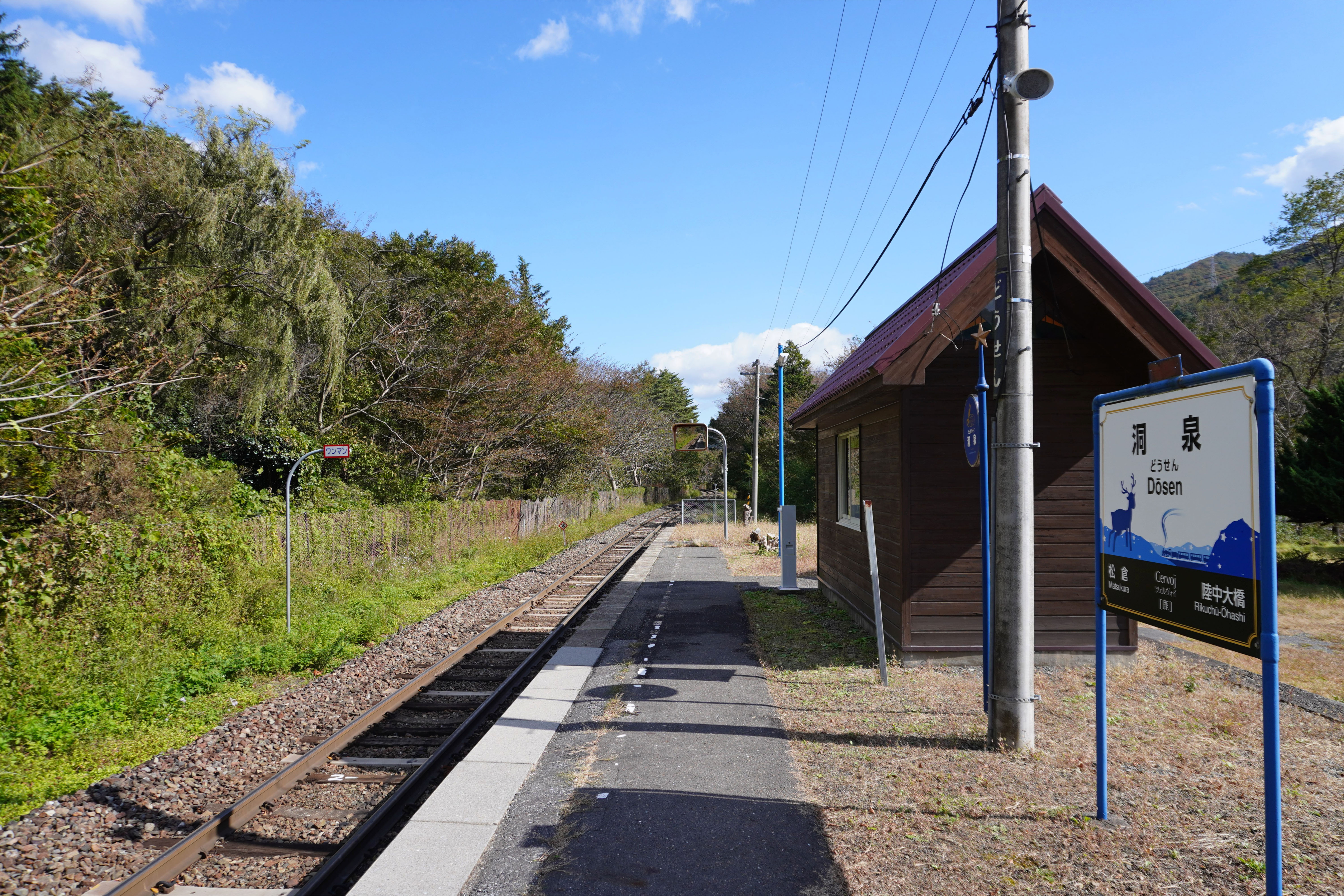
ホーム（2023年10月）

## 駅周辺
- 洞泉郵便局
- 国道283号
- 甲子川

## その他
エスペラントによる、「Cervoj（ツェルヴォイ：鹿）」という愛称が付いている（宮沢賢治著『銀河鉄道の夜』に由来）。

## 隣の駅
東日本旅客鉄道（JR東日本）
■釜石線
□快速「はまゆり」
通過
■普通
陸中大橋駅 - 洞泉駅 - 松倉駅